# 茱莉·布萊伯利
茱莉·簡·布萊伯利（英語：Julie Jane Bradbury，1967年2月12日—），是一位英格蘭已退役女子羽球運動員。
茱莉·布萊伯利曾代表英國參加1992年和1996年的奧運會羽球比賽。她是1994年大英國協運動會羽球比賽混合團體項目金牌的國家隊成員之一，她還在混合雙打和女子雙打項目中獲得銀牌。除了這些體育成就之外，她還曾經在英格蘭全國羽球錦標賽先後奪得三個項目（單打、雙打和混合）的五個冠軍頭銜。她在混合雙打曾經排名世界第一，在女子雙打曾經排名世界第四。